# 太昊
太昊（たいこう）は、古代の黄河流域にあった部族連合と巴の伝説上の祖先。大皞、太皞、太皓とも。春を司る神とされ、『礼記』『淮南子』『呂氏春秋』では五帝の一人とされる。

## 来歴
風姓で、陳の地に居住した。龍をトーテムとして用いたことから、それを正式な名前とした。春秋時代の済水流域にあった任、宿などの諸侯国はいずれも太昊の子孫とされる。
紀元前639年の時点で、任や宿の他に須句や顓臾でも太昊が祀られていた。『春秋左氏伝』によると、紀元前525年に郯子が魯を訪れた際に古代の帝王を列挙した。大皞氏は龍師で、少皞氏の前、共工氏の後とされる。
漢の劉歆は太昊は伏羲であるという説を唱えたが、一部の学者は、これは太昊が属する伏羲氏（庖犠氏）の先祖としての伏羲と取り違えたもので太昊は伏羲ではないとしている。

## 参考資料
- 何志華『唐宋類書徴引《淮南子》資料彙編』香港中文大学出版局、2005年8月1日。ISBN 978-9629962593。
- 松前健「伏羲・女媧の神話と華南の竜蛇崇拝(第二回研究大会)(第二回研究大会(1963)報告要旨日本民族学協会第一回研究大会(1962))」『民族學研究』第29巻第1号、日本文化人類学会、1964年、71-74頁、doi:10.14890/minkennewseries.29.1_71、ISSN 00215023、NAID 110001838748。
- 南澤良彦「「帝王世紀」の成立とその意義」（PDF）『日本中国学会報』第44号、日本中国学会、1992年、32-46頁、ISSN 03873196、NAID 40002986231。
- 孫樹林「神話伝説における伏羲氏の位相 : 「先天八卦」およびその文化・思想上の意義について」『島根大学外国語教育センタージャーナル』第11巻、島根大学外国語教育センター、2016年3月11日、45-56頁。

| スタブアイコン | サブスタブ | この項目は、まだ閲覧者の調べものの参照としては役立たない、人物に関連した書きかけの項目です。この項目を加筆・訂正などしてくださる協力者を求めています（P:人物伝/PJ:人物伝）。 |